# Ana Marija Šetina
Ana Marija Šetina, slovenska badmintonistka, *9. oktober 1995.